# Harichovce (przystanek kolejowy)
Harichovce – przystanek znajdujący się we wsi Harichovce w kraju koszyckim przy ulicy Staničná 107/15 na linii kolejowej 186 Spišská Nová Ves – Levoča na Słowacji.